# یانووو (شهرستان کولنو)
یانووو (به لاتین: Janowo) یک روستا در لهستان است که در گمینا کولنو (استان پودلاسکی) واقع شده‌است. یانووو ۵۰۰ نفر جمعیت دارد.